# Josep Sastre
Josep Sastre Perciba fue un futbolista español nacido en 1906 y fallecido  en 1962. Jugador del FC Barcelona durante ocho temporadas (1924-1932) jugaba en la posición de centrocampista. Jugó en 163 partidos con el Barça.(31 de Liga, con 16 goles marcados y un título de Liga, el de la primera temporada de esta competición).
Como dato curioso, su camiseta se encuentra en el Museo del Fútbol Club Barcelona.

## Palmarés
| Título                | Club         | Año  |
| --------------------- | ------------ | ---- |
| Fútbol Club Barcelona | Liga         | 1929 |
| Fútbol Club Barcelona | Copa del Rey | 1929 |